# Dewoitine D.332 Émeraude
Dimensions
Le Dewoitine D.332 Émeraude est un trimoteur de transport pour huit passagers, construit à un seul exemplaire par Émile Dewoitine en 1933. Il réalisa son premier vol le 11 juillet 1933. Sous le numéro 3528, son premier vol commercial est enregistré le 9 septembre 1933. L'immatriculation F-AMMY lui est attribuée. Il établit un record de vitesse entre Paris et Saïgon, le 28 décembre 1933, soit 48 heures et 30 minutes, dans le cadre de la réalisation par la compagnie aérienne Air France du tout premier courrier de l’histoire entre la France et l’Indochine, l'appareil était alors piloté par André Launay. Il s'écrasa lors de son voyage retour sur une colline du Morvan le 15 janvier 1934.

## Accident
Lors de son voyage retour, après une halte à Marignane, il dut se poser à Lyon après avoir lutté contre un vent violent, à la suite d'un problème d'altimètre. Il redécolla pour Le Bourget en début de soirée, le 15 janvier 1934. À 19 h 30, le radio Ferdinand Queyrel envoya un message indiquant que l'avion volait à 1 700 mètres d'altitude et que tout allait bien malgré une tempête de neige. André Launay était aux commandes. Quelques minutes plus tard, L'Émeraude s'écrasait contre une colline du Morvan, dans la commune de Corbigny (Nièvre) au lieu-dit La Linarde. L'épave prit longuement feu. Les dix personnes à bord furent tuées : Maurice Noguès, pionnier de l'aviation et directeur général adjoint de la nouvelle compagnie Air France créée en 1933, Maurice Balazuc, le directeur technique de cette dernière, Emmanuel Chaumié, directeur de l'Aviation civile, son épouse Colette Chaumié, Pierre Pasquier gouverneur général de l'Indochine française, Jean-Jacques Larrieu, chargé de mission au ministère de l'Air, le capitaine Brusseaux, ordonnance du Gouverneur, André Launay, qui pilotait l'appareil, Ferdinand Queyrel, le radio-télégraphiste, Camille Crampel, le mécanicien-navigant.
Des obsèques officielles furent organisées par le gouvernement français quatre jours plus tard.
Aucune enquête complète quant aux causes de l'accident n'a été diligentée.
En 1938, un monument commémorant l'accident fut érigé non loin du lieu de l'accident. Il est constitué de quatre colonnes pointées vers le ciel adossées à une stèle inclinée. Sur celle-ci sont placés dix médaillons rappelant les noms de chacune des dix victimes. La stèle, large de 26 mètres, représente l'envergure de l'appareil.
Fin 1999, l'association « L'avion Émeraude » s'est créée pour commémorer le souvenir de l'avion, de son équipage et de ses passagers ainsi que pour participer à la restauration et l'entretien du monument. Après sa restauration totale, le 29 mai 2004, une cérémonie qui a regroupé les descendants des victimes, a célébré son souvenir ainsi que la remise en état du monument.

## Successeurs

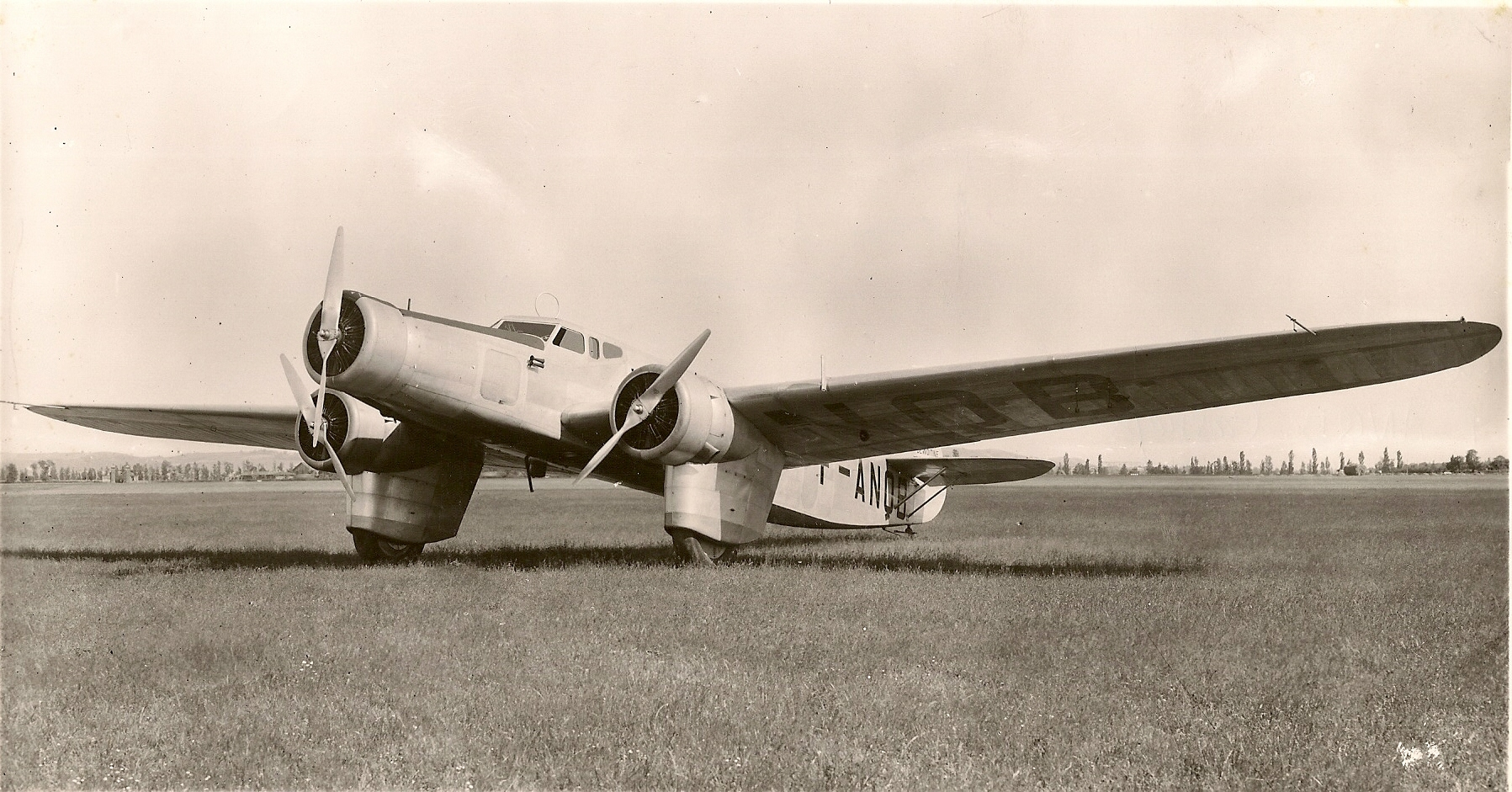
Dewoitine D.333 « Cassiopée » F-ANQB, en Algérie, en 1938.

Le Dewoitine D.333 en sera dérivé, dont 3 exemplaires seront construits en 1935 pour Air France. En seront également issues les évolutions suivantes : Dewoitine D.338 (1+30 exemplaires), Dewoitine D.342 (1 exemplaire exploité) et Dewoitine D.620 (exemplaire unique de développement).

## Sources
- "Cérémonies publiques, funérailles nationales et obsèques aux frais de l’État (1899-1943)", Archives nationales, 2006.
- Récit de l'accident et photos sur le site Lormes.net